# 榴花街道
榴花街道，是中华人民共和国辽宁省锦州市凌河区下辖的一个乡镇级行政单位。

## 行政区划
榴花街道下辖以下地区：
贵州社区、铁建社区、五里一社区、五里二社区、榴花北社区和榴花南社区。